# Millene Karine Fernandes Arruda
Millene Karine Fernandes Arruda (* 13. Dezember 1994 in Cacoal), gelegentlich auch Mih genannt, ist eine brasilianische Fußballspielerin.

## Karriere

### Verein

#### Durchbruch bei Rio Preto
Geboren im brasilianischen Hinterland aber aufgewachsen in Belo Horizonte begann Millene ihre Karriere im Alter von fünfzehn im Nachwuchs des Clubs Atlético Mineiro, mit dem sie ab 2011 in der ersten Mannschaft spielend zweimal in Folge die Staatsmeisterschaft von Minas Gerais gewinnen konnte. Zum ersten Titelgewinn hatte sie dabei drei Tore beigesteuert. Nach der Auflösung der Frauenfußballabteilung von Atlético spielte sie für die AA Serra aus Tangará da Serra im brasilianischen Pokal 2013 und wechselte 2014 zur SERC in Chapadão do Sul, mit der sie die Staatsmeisterschaft von Mato Grosso do Sul gewann. Im selben Jahr wechselte sie zum Neves FC in Ribeirão das Neves, für den sie im brasilianischen Pokal 2014 ein Tor erzielte. im Jahr darauf spielte sie für den Santa Cruz FC im brasilianischen Pokal 2015 in vier Partien.
Zur Saison 2015 wechselte Millene zum Rio Preto EC nach São José do Rio Preto, für den sie am 25. April 2015 in der Staatsmeisterschaft von São Paulo beim 1:0 gegen Ferroviária ihr Debüt gab. Ihr erstes Tor erzielte sie am 17. Mai 2015 beim 11:0-Erfolg gegen den América FC aus São Manuel. In der folgenden nationalen Meisterschaft war sie zwölfmal zum Einsatz gekommen und hat dabei drei Tore zum Titelgewinn beigesteuert. Mit zehn Toren in der Meisterschaft 2016 ist sie zur Torschützenkönigin avanciert und hatte maßgeblichen Anteil am erneuten Finaleinzug des Rio Preto EC, welches allerdings gegen den CR Flamengo verloren ging. In der gewonnenen Staatsmeisterschaft von São Paulo 2016 hat sie elf Tore in siebzehn Spielen erzielt, zur Titelverteidigung 2017 traf sie elfmal in dreiundzwanzig Einsätzen.

#### Corinthians São Paulo
Zum Neujahrstag 2018 wurde der Wechsel von Millene zum SC Corinthians nach São Paulo bekannt gegeben. In ihrem ersten Pflichtspieleinsatz am 25. April 2018 in der Série A1 gegen den São Francisco EC erzielte sie zugleich ihr erstes Tor für Corinthians. Mit ihrem neuen Verein erreichte Millene bereits in ihrer ersten Saison zum dritten Mal das Finale um die nationale Meisterschaft, wo sie auf ihren Exclub Rio Preto traf. Im Rückspiel im Estádio Alfredo Schürig am 26. Oktober 2018 erzielte sie dabei nach nur siebzehn Sekunden das schnellste Finaltor der Meisterschaftsgeschichte. Ein denkwürdiges Tor erzielte Millene am 21. August 2019 im Rückspiel des Viertelfinales der Série A1 im Estádio Alfredo Schürig gegen den São José EC zum 1:0-Sieg des SC Corinthians. Als ihr 19. Saisontreffer überbot sie damit die von Florencia Soledad Jaimes in der Saison 2017 aufgestellte Rekordmarke an Toren innerhalb einer Meisterschaftssaison. Und als ihr insgesamt 46. Treffer überrundete sie damit ihre Teamkollegin Gabi Nunes in der ewigen Tabelle der Torjägerinnen der Série A1, deren ersten Platz sie danach einnahm. Weiterhin besiegelte dieses Tor den 28. Sieg in Folge (Série A1 und Staatsmeisterschaft) des SC Corinthians, der damit die bis dahin von den Herren des The New Saints FC aus Wales gehaltene Weltrekordmarke an Pflichtspielsiegen in Folge überbot. Am Ende der Saison 2019 wurde Millene als Spielerin des Jahres ausgezeichnet.

#### Engagement in China
Im Streben nach einem Engagement im Ausland verkündete Millene am 2. Januar 2020 nach Vertragsende ihren Abschied von Corinthians. Am 17. Januar reiste sie in das chinesische Wuhan und unterschrieb dort einen Vorvertrag beim Wuhan Jiangda WFC, wo sie ihre Landsfrau Byanca Brasil als Offensivkraft ersetzen sollte. Am 23. Januar wurde die Stadt nach Ausbruch der Coronavirus-Epidemie unter Quarantäne gestellt und der Verein verzichtete einstweilen ob der Unsicherheit betreffs eines geregelten Spielbetriebs der chinesischen Liga auf den endgültigen Vertragsabschluss. Am 1. Februar konnte Millene mit einer portugiesisch-französischen Reisegruppe das Land verlassen und via Marseille nach Portugal ausreisen, wo sie in Lissabon im Hospital de Pulido Valente in eine Quarantäne gehen musste, die sie am 15. Februar wieder verlassen konnte. Am 21. Februar 2020 bekundete sie ihren Wunsch, das Engagement bei Corinthians für die Saison 2020 fortzusetzen, doch berief sich der chinesische Verein darauf auf die im Vorvertrag vereinbarten Verpflichtungen, nachdem der neue Terminplan für den chinesischen Meisterschaftswettkampf bestätigt wurde. Im Juni 2020 nahm Millene ihr Training in Wuhan auf. Am 18. September 2020 gab sie für den Club ihr Debüt beim 5:0-Sieg gegen Meizhou Huijun FFC, wobei sie auch ihr erstes Tor erzielte.

#### Internacional Porto Alegre
Am 2. März 2021 wurde Millenes neues Engagement in der brasilianischen Liga beim SC Internacional aus Porto Alegre offiziell bekannt gegeben. In der Vorbereitung zur Saison 2021 zog sie sich im April 2021 einen Kreuzbandriss im rechten Knie zu und fiel daher die komplette Spielzeit der Série A1 aus. Ihr erstes Tor für Internacional erzielte sie am 21. März 2022 gegen den São Paulo FC. In der Halbfinalpartie gegen denselben Verein am 19. September 2022 im Estádio do Morumbi erlebte sie ihr 100. Erstligaspiel.

#### Corinthians São Paulo
Noch im Spätjahr 2022 wechselte Millene zurück zu Corinthians mit einem bis 31. Dezember 2024 datierten Vertrag. Im Finale der Copa Libertadores 2023 am 21. Oktober 2023 in Cali erzielte sie das Tor zum 1:0-Sieg gegen Palmeiras São Paulo.

#### Ferroviária
Zu Jahresbeginn 2025 wurde der Vereinswechsel von Millene zu Ferroviária nach Araraquara bekannt gegeben, mit einer auf zwei Jahre laufenden Verpflichtung.

### Nationalmannschaft
Im November 2016 ist Millene von Emily Lima in den Kader der A-Nationalmannschaft für das Vier-Nationen-Turnier in Manaus (Dezember 2016) berufen worden. Zu ihrem ersten Länderspieleinsatz ist sie durch ihre Einwechslung beim 6:0-Erfolg gegen Costa Rica am 7. Dezember 2016 gekommen.
Von Nationaltrainer Vadão wurde Millene in den Kader für die im April 2018 in Chile ausgetragene Südamerikameisterschaft berufen, in der sie zu zwei Einsätzen kam. Beim 7:0-Sieg gegen Bolivien am 13. April 2018 im Estadio Francisco Sánchez Rumoroso, ihrem achten Länderspieleinsatz, erzielte sie ihr erstes Länderspieltor. Nachdem sie trotz anhaltender Formstärke nicht für das Aufgebot zur Weltmeisterschaft in Frankreich berücksichtigt worden war, kam sie erst unter der neuen Nationaltrainerin Pia Sundhage anlässlich des Vier-Nationen-Turniers im August 2019 wieder zu Länderspieleinsätzen.
| Länderspieltore A-Auswahl |       |            |           |          |       |          |                              |
| Tor                       | Spiel | Datum      | Ort       | Gegner   | Stand | Endstand | Anlass                       |
| #1                        | 8     | 13.04.2018 | Coquimbo  | Bolivien | 6:0   | 7:0      | Südamerikameisterschaft 2018 |
| #2                        | 12    | 12.12.2019 | São Paulo | Mexiko   | 5:0   | 6:0      | Freundschaftsspiel           |

## Erfolge
Nationalmannschaft
- Südamerikameisterin: 2018
- Siegerin des Vier-Nationen-Turniers in Brasilien: 2016
- Siegerin des Vier-Nationen-Turniers in China: 2017

Verein
- CONMEBOL Copa Libertadores: 2019, 2023, 2024
- Chinesische Meisterin: 2020
- Brasilianische Meisterin: 2015, 2018, 2023, 2024
- Brasilianische Superpokalsiegern: 2023, 2024
- Staatsmeisterin von São Paulo: 2016, 2017, 2019, 2023
- Staatsmeisterin von Mato Grosso do Sul: 2014
- Staatsmeisterin von Minas Gerais: 2011, 2012
- Staatspokal von São Paulo: 2022

## Auszeichnungen
- Torschützenkönigin der brasilianischen Série A1: 2016, 2019
- Prêmio Craque do Brasileirão
  - Beste Spielerin: 2019
  - Mannschaft des Jahres: 2019